# DeSean Hadley
DeSean William Hadley (Dayton, 14 settembre 1977) è un ex cestista e allenatore di pallacanestro statunitense, professionista nella NBDL e in Europa.

## Palmarès
- Campione CBA (2005)
- CBA Defensive Player of the Year (2004)
- 2 volte All-CBA Second Team (2004, 2005)
- 2 volte CBA All-Defensive First Team (2004, 2005)
- CBA All-Rookie First Team (2002)
- NJCAA Division II Player of the Year (1997)